# Sun Ke
Sun Ke (en chino tradicional: 孫可; en chino simplificado: 孙可; pinyin: Sūn Kě; Xuzhou, Jiangsu, 26 de agosto de 1989) es un futbolista chino que juega en la posición de extremo con el Shenzhen FC de la Superliga de China.

## Carrera

### Club
| Periodo   | Club            | País  | Apariciones | Goles |
| --------- | --------------- | ----- | ----------- | ----- |
| 2006–2015 | Jiangsu Sainty  | China | 167         | 18    |
| 2016–2019 | Tianjin Tianhai | China | 92          | 18    |
| 2020–     | Shenzhen FC     | China | 33          | 1     |

### Selección nacional
Debutó con China el 22 de marzo de 2013 en la victoria por 1-0 ante Irak en la clasificación para la Copa Asiática 2015, con la que ha jugado más de 30 partidos y ha anotad siete goles.

## Logros
Jiangsu Sainty
- Primera Liga China: 2008[3]
- Supercopa de China: 2013
- Copa FA de China: 2015[4]

Tianjin Quanjian
- Primera Liga China: 2016[5]